# Décembre 1843
Cette page présente les faits marquants du mois de décembre 1843.

## Événements
- Dostoïevski traduit en russe Eugénie Grandet.

- 7 décembre : arrivée de Bresson à Madrid.

- 15 décembre : Honoré de Balzac renonce à se présenter à l'Académie française.

- 20 décembre :
  - première tentative d’évangélisation de Canaques en Nouvelle-Calédonie par les pères maristes, qui s'installent à Balade;
  - Victor Hugo prononce un discours aux funérailles de Casimir Delavigne.

- 22 décembre : David d'Angers termine le buste d'Honoré de Balzac.

- 27 décembre, France : ouverture de la session parlementaire de 1844.

## Naissances
- 11 décembre : Robert Koch (mort en 1910), médecin allemand.
- 19 décembre : Charles Van der Stappen, sculpteur belge († 21 octobre 1910).

## Décès
- 14 décembre : John Claudius Loudon (né en 1783), botaniste écossais.
- 27 décembre : Christophe-Joseph-Alexandre Mathieu de Dombasle (né en 1777), agronome français.